# Mandrill (Band)
Mandrill ist eine amerikanische Band, die 1971 in Brooklyn (New York City) von den drei Brüdern Louis, Ric und Carlos Wilson gegründet wurde. Die Spannbreite ihres Repertoires reicht von Latin und Salsa über Blues und Jazz bis hin zu Rock, Funk und Soul.
Die Wilson-Brüder stammen aus Panama. Mandrills Musik ist auf den Soundtracks verschiedener Kinofilme, wie beispielsweise Ich bin der Größte (1977) und Die Warriors (1979), vertreten. Samples aus Mandrill-Stücken sind später von vielen Musikern aus dem Bereich Hip-Hop und Rap verwandt worden, und Prince bezeichnete den Song Fencewalk (1973) als einen von 55 Songs, die ihn musikalisch inspiriert haben.
Heute gehören neben Wilson-Brüdern das langjährige Bandmitglied Neftali Santiago und weitere wechselnde Musiker der Gruppe an.

## Diskografie

### Studioalben (Auswahl)
- 1970: Mandrill
- 1971: Mandrill Is
- 1972: Composite Truth
- 1973: Just Outside of Town
- 1974: Mandrilland
- 1975: Solid
- 1975: Beast from the East
- 1978: We Are One
- 1979: New Worlds
- 1980: Getting in the Mood
- 1981: Energize
- 1992: Rebirth
- 1997: Fencewalk: The Anthology
- 2001: Driving While Black and Brown